# (190333) Jirous
(190333) Jirous est un astéroïde de la ceinture principale.

## Description
(190333) Jirous est un astéroïde de la ceinture principale. Il fut découvert le 23 septembre 1998 à l'Observatoire Kleť par Miloš Tichý. Il présente une orbite caractérisée par un demi-grand axe de 2,98 UA, une excentricité de 0,17 et une inclinaison de 14,0° par rapport à l'écliptique.

## Compléments